# Giuseppe Girelli
Don Giuseppe Girelli (Dossobuono, 10 gennaio 1886 – Negrar, 1º maggio 1978) è stato un presbitero e missionario italiano Durante la sua vita visitò tutti i penitenziari d'Italia, portando a migliaia di carcerati la Parola di Dio, la sua misericordia, il suo perdono, cercando di trasmettere loro la serenità dello spirito e la pace dell'anima.

## Biografia
Giuseppe Girelli nasce a Dossobuono di Villafranca di Verona il 10 gennaio 1886, settimo figlio di una famiglia definita "cristianissima". Viene battezzato nella chiesa di Dossobuono dal parroco don Giacomo Parola. Frequenta le elementari nel paese di nascita e successivamente i cinque anni di ginnasio all'Istituto Stimate di Verona. 
Nel 1903 entra in Seminario Diocesano frequentando l'intero percorso formativo e nel 1910 viene ordinato sacerdote dal cardinale Bartolomeo Bacilieri. Celebra la sua prima messa nella chiesa della Madonna della Salute a Madonna di Dossobuono e nel settembre del 1910 diventa cooperatore a Villa d'Adige. Nell'agosto del 1918 è rettore a Rosegaferro, frazione di Villafranca di Verona, diventando poi parroco nel 1928 e rimanendovi fino all'età di 65 anni. Proprio a Rosegaferro inizia ad organizzare la Pia Unione Sacerdotale per le missioni gratuite negli Istituti di Prevenzione e di Pena e durante questo periodo inizia la sua predicazione nelle carceri. Nel 1947 fonda un giornale bimestrale per i reclusi e le loro famiglie dal titolo “Croce Bianca”.
Trasferitosi a Ronco all'Adige nel 1951 fonda la Casa San Giuseppe per ex carcerati e successivamente, nel 1958, fonda la Sesta Opera per l'aiuto ai missionari e ai carcerati. Nel giugno del 1959 gli viene conferita la medaglia d'oro con diploma al merito civile della Redenzione Sociale consegnatagli dal Ministro di Grazia e Giustizia Guido Gonella. Fino al 1975 lavora incessantemente visitando tutte le carceri d'Italia per diffondere la parola di Dio e dare conforto e speranza ai reclusi. Nel 1977 si ritira all'ospedale di Negrar, in provincia di Verona, come collaboratore del cappellano e il primo maggio 1978 all'età di novantadue anni muore mentre si accinge a celebrare la messa. Inizialmente viene sepolto nel cimitero dell'Abbazia di Maguzzano (Brescia) fino al 1988 per poi essere trasferito nella chiesa di Rosegaferro, alla presenza di molti sacerdoti e autorità.
In occasione del centenario della nascita, don Luigi Cavallini inaugura a Dossobuono un monumento in ricordo del defunto don Giuseppe Girelli. Nell'aprile del 2002 il vescovo di Verona padre Flavio Roberto Carraro apre il Processo Diocesano per la Causa di Canonizzazione la quale si chiude nel 2005 e viene portato il tutto presso la Congregazione delle Cause dei Santi a Roma. Vengono poi inaugurati altri due monumenti in suo ricordo a Rosegaferro e Ronco all'Adige. Infine il 10 novembre 2010 viene presentata ufficialmente alla Congregazione delle Cause dei Santi la “Positio”, la quale è stata presentata una settimana più tardi alla popolazione nel duomo di Villafranca di Verona dal postulatore Padre Tessari.

## Le missioni nelle carceri
Don Giuseppe Girelli dedicò l'intera vita al prossimo in particolare ai carcerati in quanto sentiva il dovere di porgere una mano a queste persone, di scavare nella loro anima per aiutarli a sopportare la reclusione. La prigione è un luogo che priva l'uomo non solo della libertà fisica ma lo priva anche della libertà di agire, gli toglie gli affetti, la voglia di vivere, la fiducia in sé stessi e questo don Girelli e i suoi missionari lo avevano compreso così per più di quarant'anni varcarono la soglia delle prigioni di tutta Italia per poter dare un aiuto, un conforto e una speranza ai reclusi. Riteneva, inoltre,  la prigione uno spazio pieno di dolore, di sofferenza interiore, un luogo dove la privacy e l'autonomia erano totalmente negate, un luogo che portava all'autolesionismo da un lato e all'autoesaltazione dall'altro a causa dei meccanismi psicosociali che si vengono a creare all'interno di questi luoghi. Don Girelli riteneva che il carcere, quindi,  era un luogo che doveva essere umanizzato, trasformato e liberato da qualsiasi cattiveria. Durante la sua vita visitò decine e decine delle carceri italiane e tra i più importanti vi sono: il carcere dell'Asinara, Castiadas in Sardegna, Gorgona (piccola isola dell'arcipelago toscano) e Pianosa.

## Pia Unione Sacerdotale
Il 25 novembre 1955 grazie alla firma di monsignor Giovanni Urbani, vescovo di Verona,  ottenne approvazione canonica l'istituzione della Pia Unione Sacerdotale della quale fece parte don Giuseppe Girelli. Questa istituzione è stata creata da alcuni sacerdoti di Verona e di altre città italiane allo scopo di dedicarsi alla predicazione nelle carceri. Il presidente della Pia Unione, designato dal vescovo, fu monsignor Perobelli e alla quale vi aderirono, inoltre, due membri della congregazione “Buoni fanciulli”: Fratello Prospero e Fratello Francesco Sossai. Lo scopo di questa istituzione era quello di entrare nelle carceri per renderli dei luoghi più umani e diffondere in essi lo spirito cristiano. I sacerdoti si occupavano dei carcerati, degli ex carcerati, dei secondini e delle loro famiglie, di portare informazione e formazione all'interno del carcere. Don Giuseppe Girelli iniziò a dedicarsi a questa istituzione durante il suo periodo trascorso a Rosegaferro e dedicò  l'intera vita ad occuparsi di questa istituzione e dei carcerati.